# سیارک ۳۶۲۲
سیارک ۳۶۲۲ (به انگلیسی: 3622 Ilinsky، نامگذاری:1981SX7) سه هزار و ششصد و بیست و دومین سیارک کشف شده‌است که در ۲۹ سپتامبر ۱۹۸۱ کشف شد.
قدر مطلق سیارک برابر ۱۱٫۴۰ است.